# Oceangate

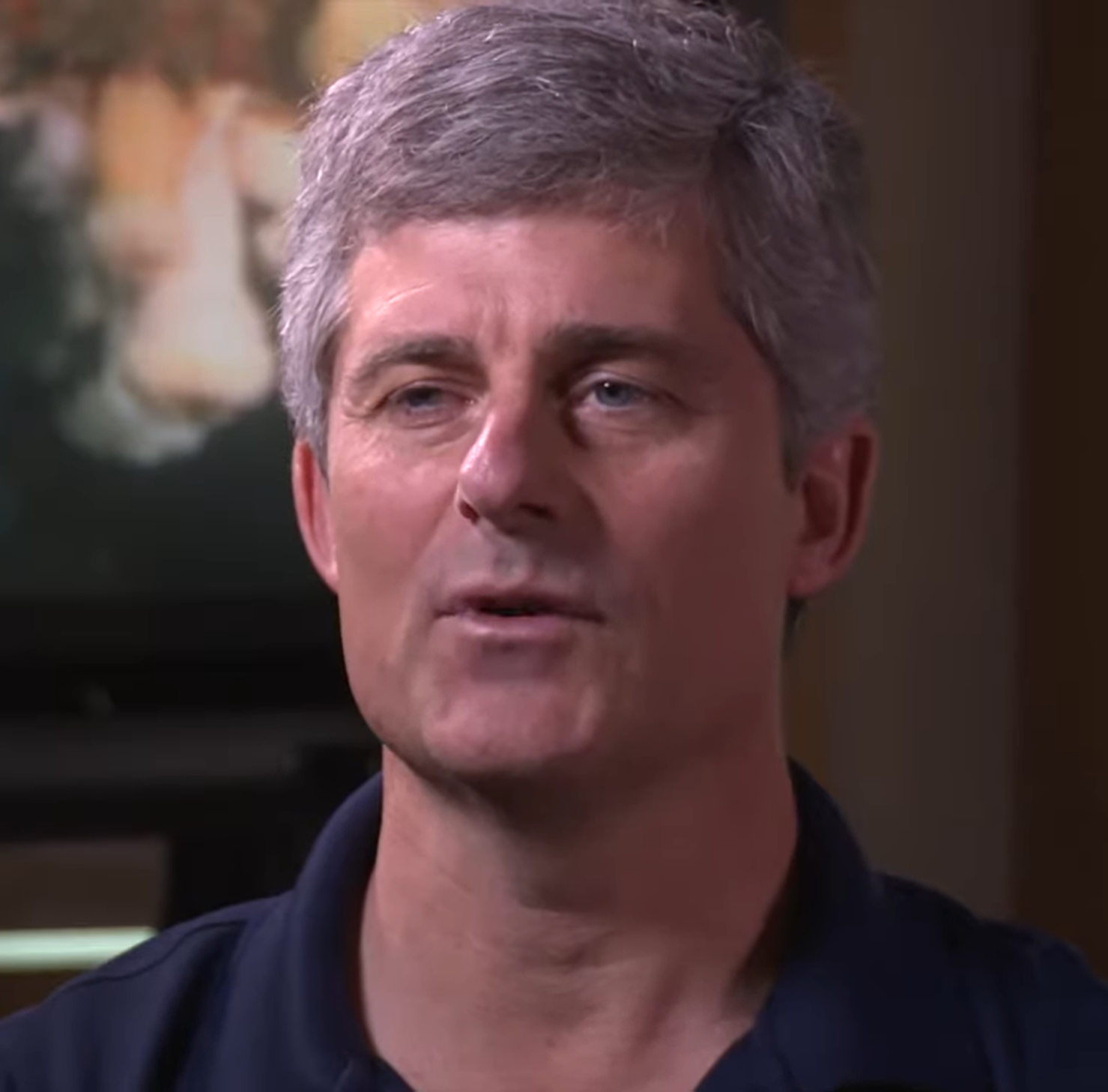
Stockton Rush 2015.

Schematisk bild över Titan och det lilla (blå) utrymmet för 5 personer.

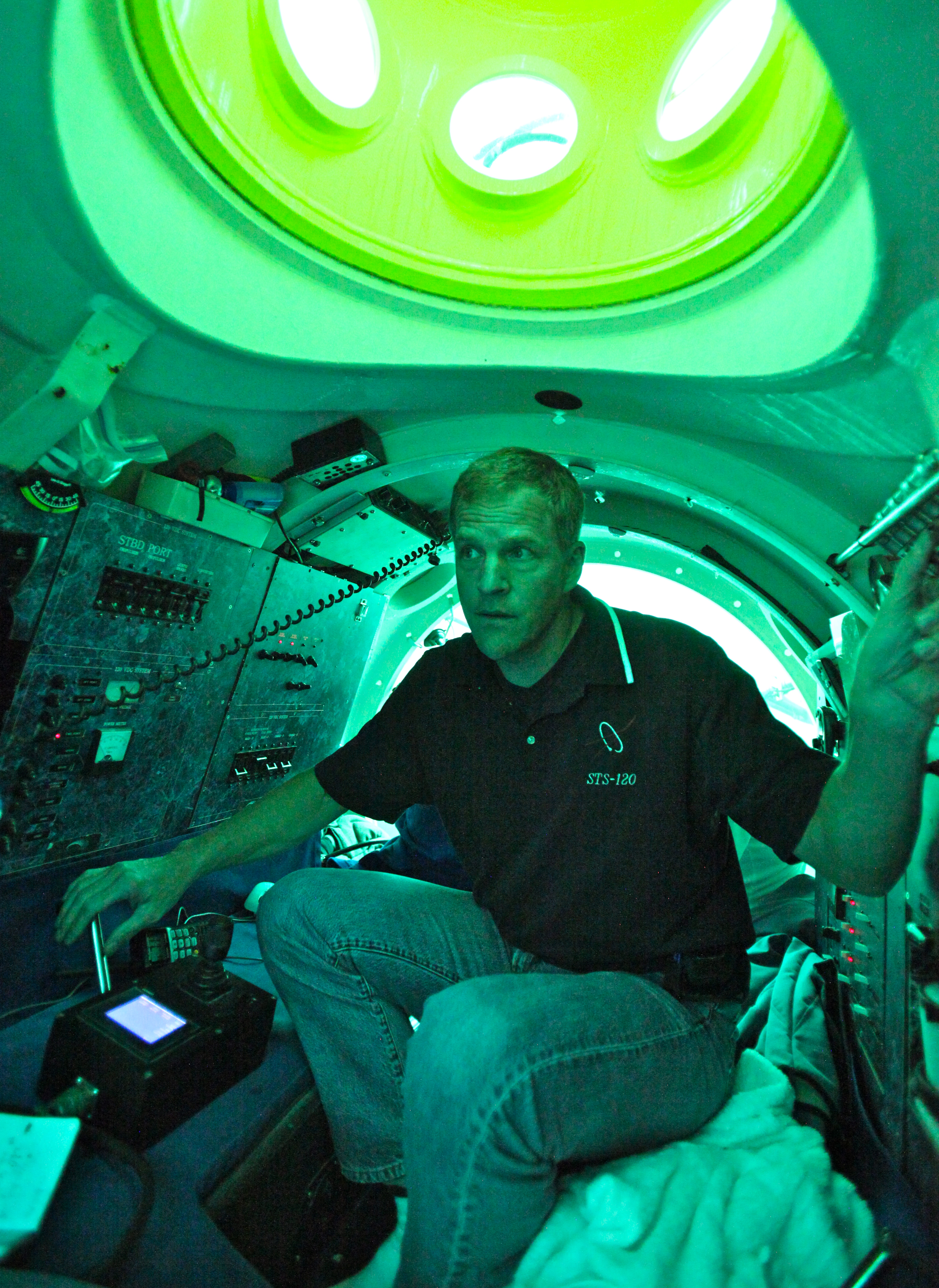
Astronauten Scott Parazynski under en dykning med Antipodes.

Oceangate Inc., av företaget skrivet OceanGate Inc., är ett privatägt amerikanskt företag grundat 2009 av Stockton Rush och affärspartnern Guillermo Söhnlein, med säte i Everett, Washington. 
Oceangate tillhandahöll undervattensfarkoster för industri, forskning, undervattensturism  och prospektering. Sedan 2010 har de transporterat betalande kunder i olika undervattensfarkoster utanför Kaliforniens kust, i Mexikanska golfen och i Atlanten. 
År 2016 tog företaget kunder till skeppsvrak för första gången, då deras Cyclops 1 gick ner till vraket av Andrea Doria utanför Nantucket. Då föddes idén om Titan, för att möjliggöra besök vid Titanic. Titan imploderade den 18 juni 2023 och alla ombord omkom däribland företagets grundare Stockton Rush.

## Farkoster

### Cyclops 1
Cyclops 1 är en undervattensfarkost för fem personer som kan nå djup ner till 500 meter. Den utvecklades 2015 i samarbete med University of Washingtons Applied Physics Laboratory.

### Antipodes
Antipodes är en undervattensfarkost som kan ta fem personer till ett djup av 300 meter.

### Titan
Titan utvecklades 2018 med ingenjörer från NASA:s Marshall Space Flight Center i Huntsville, Alabama. Titans skrov var 130 mm tjockt och tillverkat av 660 lager kolfibermaterial, med förstärkningar av titan och plats för 5 personer för ett maxdjup på 4 000 meter.
Farkosten var 6,70 meter lång och den hade en vikt av ungefär 10 500 kg. Tekniken för rodret och andra elektriska enheter låg på utsidan och innanför fanns en toalett samt ett fönster. Titan styrdes med hjälp av pekskärm och den nådde en hastighet av tre knop. Farkosten saknade däremot förmåga att resa längre sträckor på havsytan och den behövde ett hjälpfartyg för att nå platsen nära målet. Dessutom kunde dörren som stängs med 17 skruvar endast öppnas från utsidan.

#### Problem med Titan
Flera år innan Oceangates farkost Titan försvann i Atlanten med fem personer ombord mottog företaget flera varningar när det förberedde att ta med passagerare runt Titanics vrak.
I januari 2018 när företagets ingenjörsteam var på väg att överlämna farkosten till en ny besättning, som skulle ansvara och säkerställa säkerheten för framtida passagerare, började experter inom och utanför företaget slå larm om diverse säkerhetsproblem, bland annat i ett brev från Marine Technology Society.
Den amerikanske teknikjournalisten David Pogue var nere med Titan vid Titanic 2022.

#### Kritik före och efter förlisningen 2023
Olika medier påpekade att Titan inte genomgick någon prövning av ett klassningssällskap. Å andra sidan finns i det öppna havet inget krav för en liknande prövning.
NBC News och andra nyhetstjänster visade att sökaktionen efter Titan förbrukade miljontals US-dollar medan hjälporganisationer för flyktingar som gjorde den farliga vägen över Medelhavet med enkla båtar hade brist på pengar. James Cameron som regisserade filmen Titanic 1997 betecknade olyckan som "en fruktansvärd ironi". För båda Titanic och Titan missaktades varningar.

#### Företag dementerar
Efter olyckan 2023 har ett flertal företag distanserat sig från inblandning i konstruktionen av Titan. Bland annat Nasa, Boeing och University of Washington menade att Oceangate överdrivet nivån av kontakter i sin marknadsföring och att det inte varit något samarbete mellan dessa och företaget.

## Olyckan 2023

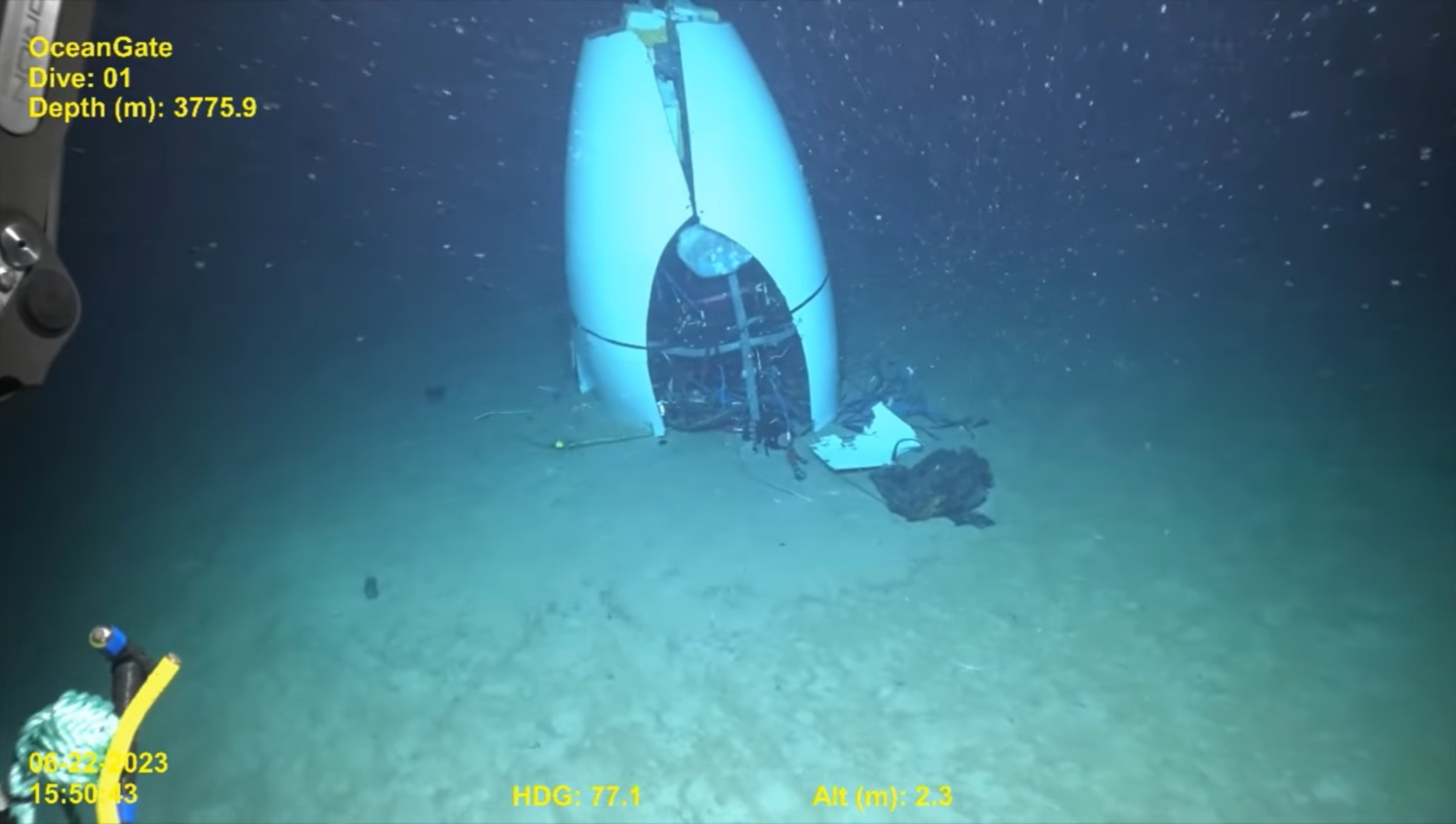
Vraket från Titan på havetsbotten.

Den 18 juni 2023 försvann Titan utanför Newfoundlands kust under en expedition till Titanic. Med på expeditionen var företagets VD Stockton Rush, Hamish Harding (brittisk affärsman och upptäcktsresande), Shahzada Dawood (brittisk-pakistansk affärsman och upptäcktsresande) och hans 19-årige son Suleman. Med som guide på farkosten var Paul-Henri Nargeolet, en fransk sjöfartsexpert som har deltagit i över 30 dyk till Titanic. 
Dykningen var den femte i ordningen under 2023, och den första detta år som lyckades komma nära vraket av Titanic. Dykningen påbörjades den 18 juni och skulle ta cirka 150 minuter ner till Titanic som ligger på 3 800 meters djup, men efter cirka 90 minuter bröts kontakten mellan farkosten och följefartyget Polar Prince.
Enligt Aaron Newman, en investerare i Oceangate, var Titan konstruerad för att komma upp till ytan efter 24 timmar. Titan hölls under vattnet med hjälp av barlast, och passagerarna fick veta att de kunde släppa barlasten genom att gunga farkosten eller använda en pneumatisk pump för att släppa barlasten. Om det misslyckas var förtöjningarna som höll barlasten designade att falla isär efter 24 timmar för att så automatiskt sända Titan till ytan.
Syret på Titan var beräknat att vara i 96 timmar för de fem ombord. Detta faktum startade en massiv räddningsoperation med flyg och fartyg från US Coast Guard.
Den 21 juni hördes vid flera tillfällen bankningar som då antogs kunna komma från Titan.
Vid 13-tiden den 22 juni beräknades att syret ombord på Titan skulle vara förbrukat, och då hade Titan ännu inte lokaliserats. Samma dag fann man dock med en undervattensdrönare vrakspillror cirka 500 meter från Titanics för, vilka senare bekräftades tillhöra Titan.
Farkosten antas ha imploderat redan den 18 juni, med följd att samtliga ombord dog ögonblickligen.
Ett uttalande från ledningen för räddningsoperationen sa att det kan vara mycket svårt, kanske omöjligt att hitta kropparna av de omkomna.
Den 28 juni 2023 meddelande US Coast Guard att man bland de bärgade vrakdelarna har hittat vad man förmodar är mänskliga kvarlevor.
Den 6 juli 2023 meddelade Oceangate att företaget avbryter all prospektering och kommersiell verksamhet efter den dödliga implosionen av Titan.

## Slutrapport 2025
I augusti 2025 kom amerikanska kustbevakningens marinutredningsnämnds rapport om förlusten av ubåten Titan.
Nämnden lade ansvaret för implosionen 2023 till stor del på OceanGate. Utredarna fastslår att de främsta bidragande faktorerna till implosionen var Oceangates "otillräckliga design-, certifierings-, underhålls- och inspektionsprocess" för ubåten, enligt rapporten. 